# Andrew Mango

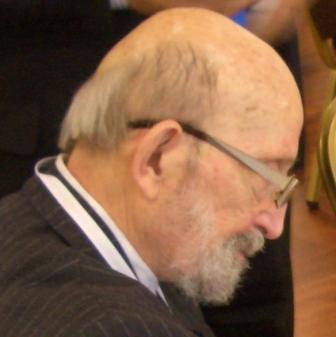
Andrew Mango, November 2009

Andrew Mango (* 14. Juni 1926 in Istanbul; † 6. Juli 2014) war ein britischer Historiker und Schriftsteller.

## Leben
Andrew Mango wurde 1926 als Sohn anglo-russischer Eltern geboren und war der ältere Bruder des Byzantinisten Cyril Mango (1928–2021). Andrew zog 1947 nach London, um eine Stelle in der Presseabteilung der britischen Botschaft anzutreten. In London studierte er an der University of London und erhielt seinen Doktor in persischer Literatur. Noch während seines Studiums arbeitete er bei der BBC mit, gestaltete das dortige türkische Rundfunkprogramm und stieg schließlich zum Leiter des südeuropäischen Dienstes des Rundfunksenders auf. Im Jahre 1986 wurde er pensioniert. Berühmt wurde er jedoch vor allem durch seine Bücher über die Türkei im Allgemeinen und Atatürk im Speziellen. 
In seinen Büchern weist Mango auf die rapide wirtschaftliche Entwicklung der Türkei hin und verneint eine islamistische Gefahr, indem er die Rolle der Religion in der Türkei mit der Rolle der christlichen Kirche im viktorianischen England vergleicht, wobei er vor allem die Verdienste Atatürks hervorhebt.
Im Jahre 2005 veröffentlichte er das Buch Turkey and the War on Terror, in welchem er die terroristischen Gruppen der Türkei und ihre internationalen Beziehungen analysiert, wobei er darauf hinweist, dass die Terrorprobleme, mit denen der Westen sich seit den Terroranschlägen vom 11. September 2001 herumschlägt, die Türkei schon seit vielen Jahren beschäftigen.
Andrew Mango verneinte den Völkermord an den Armeniern in seinen Vorträgen und wird oft von Gegnern der Anerkennung eines Völkermordes angeführt.
Mango war Autor von Artikeln in der Encyclopaedia of Islam, die zur aussagekräftigsten Fachliteratur der Orientalistik gehört. Mango war Autor von Fachartikeln in der Middle Eastern Studies, die zu den angesehenen Fachzeitschriften über den Orient zählt.

## Werke

### Schriften (Auswahl)
- Turkey in the Middle East in Journal of Contemporary History, 1968
- The State of Turkey in Middle Eastern Studies, 1977
- The Turkish Model in Middle Eastern Studies, 1993
- Turks and Kurds in Middle Eastern Studies, 1994
- Turkey and the Enlargement of the European Mind in Middle Eastern Studies, 1998
- Atatürk and the Kurds in Middle Eastern Studies, 1999
- Progress and Disorder: 75 Years of the Turkish Republic in Middle Eastern Studies, 1999
- Münif Pasha in Encyclopaedia of Islam

### Bücher
- Turkey. London 1968
- Turkey and the War on Terror: For Thirty Years We Fought Alone. Routledge, London 2005, ISBN 0415350018.
- Discovering Turkey. Batsford, London 1973, ISBN 0713401788.
- The Turks Today. Overlook Press, London 2004, ISBN 0719562295[3]
- Ataturk: The Biography of the Founder of Modern Turkey. Johna Murray, London 2004, ISBN 0719565928[4]